# MobiCom
MobiCom(다른 말로, 인터내셔널 콘퍼런스 온 모바일 컴퓨팅 앤드 네트워킹(International Conference on Mobile Computing and Networking))은 ACM SIGMOBILE이 개최하는 연례 콘퍼런스이다. 모바일 컴퓨팅 및 무선 네트워킹 그리고 모바일 네트워킹 분야를 다루고 있다. 컴퓨터 네트워킹 분야 콘퍼런스들에 대한 순위 평가 체계가 아직 존재하지는 않음에도 불구하고, MobiCom은 일반적으로 이 분야 최고의 콘퍼런스로 꼽히고 있다. 사이트시어의 집계결과 추정 피인용지수(임팩트 팩터)로 따졌을 때 MobiCom이 모든 전산학 분야 콘퍼런스 중 5위를 기록하였다. 이 콘퍼런스에서 출판되는 논문의 질은 매우 뛰어나다. 어셉턴스 레이트는 평균 10%인데, 제출된 논문의 10분의 1만이 피어 리뷰 필터 절차를 거쳐 선택된다는 말이 되겠다.
SIGMOBILE는 다음과 같이 말하고 있다. "MobiCom 콘퍼런스는모바일 컴퓨터 및 무선 네트워크의 협력 관계를 지탱해주는 네트웍크, 시스템, 알고리즘, 응용 등에 초점을 맞춘 으뜸 국제 포럼이다. MobiCom은 링크 레이어(link layer) 및 그 상위단을 통트는 모바일 컴퓨팅과 무선 및 모바일 네트워킹에 대한 모든 이슈를 다루고 있는 정선된 콘퍼런스이다."

## 장소 및 일시
연례 MobiCom 콘퍼런스는 아래 일시에 아래 장소에서 개최되었다.
- MobiCom 2008, 미국 캘리포니아주 샌프란시스코, 2008년 9월 13일 - 19일.
- MobiCom 2007, 카나다 몬트리올 퀘벡주, 2007년 9월 9일 - 14일.
- MobiCom 2006, 미국 캘리포니아주 로스앤젤레스, 2006년 9월 23일 - 29일.
- MobiCom 2005, 독일 쾰른, 2005년 8월 28일 - 9월 2일.
- MobiCom 2004, 미국 펜실베이니아주, 필라델피아, 2004년 9월 26일 - 10월 1일.
- MobiCom 2003, 미국 캘리포니아주 샌디에이고(San Diego), 2003년 9월 14일 - 19일.
- MobiCom 2002, 미국 조지아주 애틀랜타, 9월 23일 - 26일.
- MobiCom 2001, 이탈리아 로마, 2001년 7월 16일 - 21일.
- MobiCom 2000, 미국 매사추세츠주 보스턴, 200년 8월 6일 - 11일.
- MobiCom '99, 미국 워싱턴주 시애틀, 1999년 8월 15일 - 20일.
- MobiCom '98, 미국 텍사스주 댈러스, 1998년 10월 25일 - 30일.
- MobiCom '97, 헝가리 부다페스트, 1997년 9월 26일 - 30일.
- MobiCom '96, 미국 뉴욕주 라이(Rye), 1996년 11월 10일 - 12일.
- MobiCom '95, 미국 캘리포니아주 버클리, 1995년 11월 13일 - 15일.